# Port Hacking (Nouvelle-Galles du Sud)
Pour l’article homonyme, voir Port Hacking (estuaire).

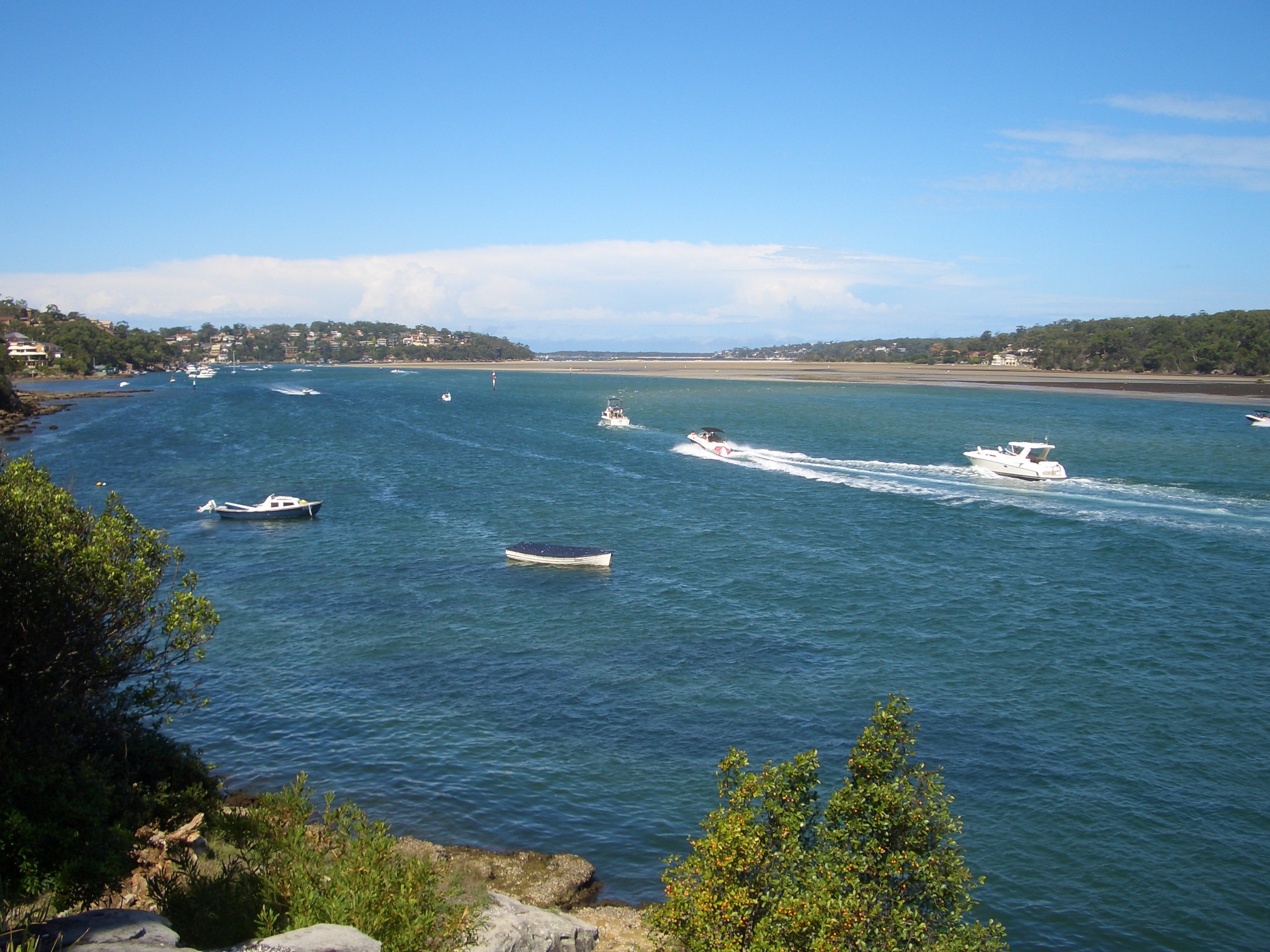
L'estuaire de Port Hacking.

Port Hacking est un quartier de la banlieue sud de Sydney en Australie, situé dans le comté de Sutherland en Nouvelle-Galles du Sud.

## Géographie
Port Hacking est une zone résidentielle qui s'étend sur la rive nord de l'estuaire de Port Hacking, sur le point sud-est de la péninsule sud de Caringbah, à 26 km au sud du quartier central de Sydney. Il est limitrophe des quartiers de Caringbah South et Dolans Bay au nord et de Lilli Pilli à l'ouest.

## Histoire
Elle a été nommée en l'honneur de l'explorateur Henry Hacking.

## Démographie
En 2016, la population s'élevait à 1 093 habitants.

## Politique
Port Hacking fait partie de la zone d'administration locale de Sutherland et relève de la circonscription de Cook pour les élections à la Chambre des représentants.